# Haandværkerbanken i Kjøbenhavn
 For alternative betydninger, se Haandværkerbanken. (Se også artikler, som begynder med Haandværkerbanken)
Haandværkerbanken i Kjøbenhavn A/S blev stiftet 27. marts 1867 af og for håndværkere og industridrivende i København som Kreditforeningen for Haandværkere og Industridrivende i Kjøbenhavn. 1874 blev den omdannet til aktieselskab, og 1898 ændrede man navnet. Oprindeligt var der tale om en låneforening og ikke et rigtigt pengeinstitut, for indtil 1936 var udlånsvirksomheden begrænset til medlemmerne, foreninger og offentlige institutioner, men denne begrænsning bortfaldt så, og banken drev herefter almindelig bankvirksomhed. I 1970 blev banken sammen med Banken for Jels og Omegn, Skærbæk Bank og Banken for Præstø og Omegn overtaget af Den danske Landmandsbank (nu Danske Bank).
Fra 1924 havde banken hovedsæde på Amagertorv 24 i den krakkede Københavns Laane- og Diskontobanks bygning fra 1906, tegnet af Axel Berg. I 1940 havde banken 8 afdelinger.
Som medlemmer kunne kun håndværkere og industridrivende optages. I indskrivningspenge betalte man (i 1899) 5 kroner, som tilfaldt reservefonden. Hvert medlems indskud lød på 100 kroner. Beløbet kunne erlægges på en gang eller med mindst kroner 2 om månedn. Medlemsbeviser kunne hverken transporteres eller pantsættes. Ved udtrædelse af foreningen eller ved dødsfald fandt tilbagebetaling sted. I 1899 havde foreningen 1881 medlemmer, aktiekapitalen var fastsat til 1 mio. kr. Aktionærerne havde ret til at vælge repræsentanter i lighed med medlemmerne.
Sagfører F.T. Engelberg var formand for bankrådet 1915-23.

## Ledelse

### Direktion
Denne liste er ufuldstændig; hjælp gerne med at udfylde den.
- 1867-1901 C.T. Rothman
- August Emil Berlème-Nix
- 1909-? A.N. Juul
- 1909-? I.C. Sundberg
- 1910-?Hartvig von Essen
- 1921-? Ferdinand Hansen
- 1934-? Wilhelm Kloster
- 1935-? Torkel Wad

### Formænd for bestyrelsen
Denne liste er ufuldstændig; hjælp gerne med at udfylde den.
- Vilhelm Køhler, murermester
- 1941-? T.K. Thomsen, civilingeniør (medlem siden 1935)

Bestyrelsen bestod i 1899 af 9 medlemmer. Blandt bestyrelsesmedlemmerne var jernstøber Svend Heineke, direktør Anker Holm og klejnsmedemester Carl Weitemeyer.

### Formænd for repræsentantskabet
Denne liste er ufuldstændig; hjælp gerne med at udfylde den.
- 1909-? Frederik Olsen, tobaksfabrikant
- 1930-1945 Max J. Madsen, vogmand

Nogle kendte medlemmer af repræsentantskabet var elektroinstallatør Carl Adamsen (fra 1936), direktør E. Bach, møbelsnedker A.J. Iversen, litograf K.V. Koch, tømrermester H.J. Kornerup-Koch (1898-1910), direktør O.S. Køhler (til 1909), tømrermester Victor Mertins (1897-1909), vognmand F.A. Olsen (fra 1932) og vinhandler Svend Åge Rasch (fra 1952), overretssagfører Kaspar Rostrup, malermester Jørgen Vendelbo Jensen (fra 1958).